# Grupy metodyczne w harcerstwie
Grupy metodyczne – wyodrębnione grupy członkowskie w organizacjach harcerskich, pracujące metodyką charakterystyczną dla swojego wieku.
Określenie grupy metodyczne jest stosowane głównie w Związku Harcerstwa Polskiego. Pozostałe organizacje działające metodą harcerską nie używają tego terminu, ale odpowiadających mu określeń: grupy członkowskie, grupy wiekowe, piony lub piony wiekowe (np. pion wędrowniczy w ZHR), gałęzie (w ZHPpgK i SKHZ-FSE).
Niezależnie od używanej terminologii wszystkie organizacje harcerskie stosują odrębne metodyki przynajmniej dla niektórych grup członkowskich (wiekowych), np. metodykę zuchową; niekiedy też mają w swojej strukturze komórki zajmujące się takimi poszczególnymi grupami (np. wydziały w Głównej Kwaterze).

## Historia
W pierwszych latach ruchu harcerskiego najmłodszą grupę tworzyły wilczęta, nazywane od lat 20. zuchami, choć niektóre organizacje pozostały przy nazwie wilczki. Gromady wilczęce, gromady zuchowe lub drużyny zuchów skupiały chłopców i dziewczęta w wieku od 8 do 12 (początkowo) lub 11 lat. Z czasem wiek zuchów został nieznacznie obniżony – do 7–11 lat (uczniowie klas I–IV).
Kolejną grupę stanowili harcerze i harcerki, działające w drużynach harcerskich. Drużyny harcerskie zrzeszały uczniów klas V–VIII (w wieku 11–15 lub 11–16 lat), a w uzasadnionych przypadkach także uczniów klasy IV szkoły podstawowej (10 lat).
Najstarszą grupę wyodrębniono dopiero w latach 30. XX wieku, nazywając ją wędrowniczkami i skautami (nazwę wędrownicy wprowadzono w 1948) lub włóczęgami. Po reaktywowaniu ZHP grupę tę nazwano harcerzami starszymi. Drużyny starszoharcerskie zrzeszały młodzież w wieku powyżej 15 lat (15–18 w latach 60., 15–25 w latach 80.).
W Związku Harcerstwa Polskiego w 2002, po reformie systemu oświaty z 1999 wprowadzającej gimnazja, pomimo rozbieżnych opinii sformułowanych na metodycznych konferencjach instruktorskich w chorągwiach, zdecydowano o wyodrębnieniu dodatkowej, czwartej grupy metodycznej, nazwanej wędrownikami (dotychczas wędrownicy w ZHP działali jako ruch programowo-metodyczny) i zmianie systemu stopni harcerskich z pięciostopniowego na sześciostopniowy. Na taką zmianę nie zdecydowały się inne organizacje harcerskie. W związku z kolejną reformą systemu oświaty z 2017 i wygaszaniem gimnazjów w 2017–2018 przeprowadzono w ZHP wewnętrzne konsultacje dotyczące jej skutków dla systemu metodycznego, Rada Naczelna zdecydowała o utrzymaniu do czerwca 2020 podziału na cztery grupy metodyczne i dalszych konsultacjach w tej sprawie.
W Związku Harcerstwa Polskiego poza granicami Kraju funkcjonuje ponadto dodatkowa grupa obejmująca dzieci w wieku przedszkolnym (4–7 lat) zwana skrzatami. Również w ZHR podejmowano próby organizowania gromadek skrzatów.

## Porównanie systemów metodycznych
| Wiek  | ZHP (początki) | ZHP (od lat 30.)      | ZHP (lata 60.)  | Szkoły (lata 70.–90.)                               | ZHP (lata 70.–90.) | Szkoły (1999–2017)        | ZHP (2003–2013)           | ZHP (obecnie, od 2013)              | ZHR (obecnie)                  | SH (obecnie) | Skauci Europy (obecnie)    | ZHPpgK                           | Szkoły (2017-obecnie)                               |
| ----- | -------------- | --------------------- | --------------- | --------------------------------------------------- | ------------------ | ------------------------- | ------------------------- | ----------------------------------- | ------------------------------ | ------------ | -------------------------- | -------------------------------- | --------------------------------------------------- |
| 4–5   | –              | –                     | –               | –                                                   | –                  | –                         | –                         | –                                   | –                              | –            | –                          | skrzaty                          |                                                     |
| 5–6   | –              | –                     | –               | –                                                   | –                  | –                         | –                         | –                                   | –                              | –            | –                          | skrzaty                          |                                                     |
| 6–7   | –              | –                     | –               | –                                                   | –                  | szkoła podstawowa         | zuchy                     | zuchy                               | zuchy                          | –            | –                          | skrzaty                          | szkoła podstawowa                                   |
| 7–8   | –              | –                     | –               | szkoła podstawowa                                   | zuchy              | szkoła podstawowa         | zuchy                     | zuchy                               | zuchy                          | zuchy        | –                          | zuchy                            | szkoła podstawowa                                   |
| 8–9   | zuchy          | zuchy                 | zuchy           | szkoła podstawowa                                   | zuchy              | szkoła podstawowa         | zuchy                     | zuchy                               | zuchy                          | zuchy        | wilczki                    | zuchy                            | szkoła podstawowa                                   |
| 9–10  | zuchy          | zuchy                 | zuchy           | szkoła podstawowa                                   | zuchy              | szkoła podstawowa         | zuchy                     | zuchy                               | zuchy                          | zuchy        | wilczki                    | zuchy                            | szkoła podstawowa                                   |
| 10–11 | zuchy          | zuchy                 | zuchy           | szkoła podstawowa                                   | zuchy              | szkoła podstawowa         | harcerze                  | harcerze                            | zuchy                          | zuchy        | wilczki                    | zuchy                            | szkoła podstawowa                                   |
| 11–12 | zuchy          | zuchy                 | harcerze        | szkoła podstawowa                                   | harcerze           | szkoła podstawowa         | harcerze                  | harcerze                            | harcerze                       | harcerze     | wilczki                    | harcerze                         | szkoła podstawowa                                   |
| 12–13 | harcerze       | harcerze              | harcerze        | szkoła podstawowa                                   | harcerze           | szkoła podstawowa         | harcerze                  | harcerze                            | harcerze                       | harcerze     | harcerze                   | harcerze                         | szkoła podstawowa                                   |
| 13–14 | harcerze       | harcerze              | harcerze        | szkoła podstawowa                                   | harcerze           | gimnazjum                 | harcerze starsi           | harcerze starsi                     | harcerze                       | harcerze     | harcerze                   | harcerze                         | szkoła podstawowa                                   |
| 14–15 | harcerze       | harcerze              | harcerze        | szkoła podstawowa                                   | harcerze           | gimnazjum                 | harcerze starsi           | harcerze starsi                     | harcerze                       | harcerze     | harcerze                   | harcerze                         | szkoła podstawowa                                   |
| 15–16 | harcerze       | harcerze              | harcerze starsi | szkoła średnia (liceum, technikum, szkoła zawodowa) | harcerze starsi    | gimnazjum                 | harcerze starsi           | harcerze starsi                     | wędrownicy                     | harcerze     | harcerze                   | wędrownicy                       | szkoła średnia (liceum, technikum, szkoła zawodowa) |
| 16–17 | instruktorzy   | wędrowniczki i skauci | harcerze starsi | szkoła średnia (liceum, technikum, szkoła zawodowa) | harcerze starsi    | szkoła ponad- gimnazjalna | wędrownicy i instruktorzy | wędrownicy i instruktorzy           | wędrownicy                     | harcerze     | harcerze                   | wędrownicy                       | szkoła średnia (liceum, technikum, szkoła zawodowa) |
| 17–18 | instruktorzy   | wędrowniczki i skauci | harcerze starsi | szkoła średnia (liceum, technikum, szkoła zawodowa) | harcerze starsi    | szkoła ponad- gimnazjalna | wędrownicy i instruktorzy | wędrownicy i instruktorzy           | wędrownicy                     | harcerze     | przewodniczki i wędrownicy | wędrownicy                       | szkoła średnia (liceum, technikum, szkoła zawodowa) |
| 18–19 | instruktorzy   | wędrowniczki i skauci | instruktorzy    | szkoła średnia (liceum, technikum, szkoła zawodowa) | harcerze starsi    | szkoła ponad- gimnazjalna | wędrownicy i instruktorzy | wędrownicy i instruktorzy           | harcerze starsi i instruktorzy | harcerze     | przewodniczki i wędrownicy | starsze harcerstwo, instruktorzy | szkoła średnia (liceum, technikum, szkoła zawodowa) |
| 19–20 | instruktorzy   | wędrowniczki i skauci | instruktorzy    | szk. śr./studia                                     | instruktorzy       | szk. pg./studia           | wędrownicy i instruktorzy | wędrownicy i instruktorzy           | harcerze starsi i instruktorzy | harcerze     | przewodniczki i wędrownicy | starsze harcerstwo, instruktorzy | szkoła średnia (liceum, technikum, szkoła zawodowa) |
| 20–21 | instruktorzy   | instruktorzy          | instruktorzy    | studia                                              | instruktorzy       | studia                    | wędrownicy i instruktorzy | wędrownicy i instruktorzy           | harcerze starsi i instruktorzy | instruktorzy | przewodniczki i wędrownicy | starsze harcerstwo, instruktorzy | szk. śr./studia                                     |
| 21–22 | instruktorzy   | instruktorzy          | instruktorzy    | studia                                              | instruktorzy       | studia                    | wędrownicy i instruktorzy | starszyzna harcerska i instruktorzy | harcerze starsi i instruktorzy | instruktorzy | przewodniczki i wędrownicy | starsze harcerstwo, instruktorzy | studia                                              |
| 22–23 | instruktorzy   | instruktorzy          | instruktorzy    | studia                                              | instruktorzy       | studia                    | wędrownicy i instruktorzy | starszyzna harcerska i instruktorzy | harcerze starsi i instruktorzy | instruktorzy | przewodniczki i wędrownicy | starsze harcerstwo, instruktorzy | studia                                              |
| 23–24 | instruktorzy   | instruktorzy          | instruktorzy    | studia                                              | instruktorzy       | studia                    | wędrownicy i instruktorzy | starszyzna harcerska i instruktorzy | harcerze starsi i instruktorzy | instruktorzy | przewodniczki i wędrownicy | starsze harcerstwo, instruktorzy | studia                                              |
| 24–25 | instruktorzy   | instruktorzy          | instruktorzy    | studia                                              | instruktorzy       | studia                    | wędrownicy i instruktorzy | starszyzna harcerska i instruktorzy | harcerze starsi i instruktorzy | instruktorzy | przewodniczki i wędrownicy | starsze harcerstwo, instruktorzy | studia                                              |

## Związek Harcerstwa Polskiego
Od 2003 w ZHP działają następujące grupy metodyczne:
- zuchy – członkowie w wieku 6–10 lat, pracujący metodyką zuchową,
- harcerki i harcerze – członkowie w wieku 10–13 lat, pracujący metodyką harcerską,
- harcerki i harcerze starsi – członkowie w wieku 13–16 lat, pracujący metodyką starszoharcerską,
- wędrowniczki i wędrownicy – członkowie w wieku 16–21 lat (do 2013 – w wieku 16–25 lat[18][19]), pracujący metodyką wędrowniczą.

Szczegółowe porównanie charakterystycznych elementów poszczególnych grup zawiera poniższa tabela.
| Grupy metodyczne – cechy metodyki           | Grupy metodyczne – cechy metodyki                  | zuchy | harcerki i harcerze | harcerki i harcerze starsi | wędrowniczki i wędrownicy |
| ------------------------------------------- | -------------------------------------------------- | --- | --- | --- | --- |
| Wiek                                        | Wiek                                               | 6–10 lat | 10–13 lat | 13–16 lat | 16–21 lat (do 2013 – 16–25 lat) |
| Metodyka                                    | Metodyka                                           | zuchowa | harcerska | starszoharcerska | wędrownicza |
| Charakterystyczna forma aktywności          | Charakterystyczna forma aktywności                 | zabawa w kogoś lub w coś | gra, rozumiana jako działanie zespołowe w zastępach i towarzyszące temu współzawodnictwo                                                                            | poszukiwanie, polegające na przewartościowywaniu dotychczasowego sposobu patrzenia na świat i autorytety | służba realizowana wewnątrz organizacji i poza nią, wyczyn |
| Funkcjonowanie elementów metody harcerskiej | Prawo i obietnica/ przyrzeczenie                   | - prawo i obietnica zucha przyjmowane wprost | - prawo i przyrzeczenie harcerskie przyjmowane wprost, jako niekwestionowany system wartości                                                                        | - prawo i przyrzeczenie harcerskie pojawiają się wątpliwości i pytania, a po przemyśleniach rozpoczyna się proces świadomego akceptowania i przestrzegania norm zawartych w prawie i przyrzeczeniu                                                                                | - prawo i przyrzeczenie harcerskie - kodeks wędrowniczy są drogowskazem w życiowej drodze, kodeks wędrowniczy jest dopełnieniem prawa harcerskiego |
| Funkcjonowanie elementów metody harcerskiej | System małych grup                                 | szóstki | zastępy | zastępy | zastępy wędrownicze, patrole zadaniowe |
| Funkcjonowanie elementów metody harcerskiej | Uczenie w działaniu                                | zabawa w kogoś lub w coś | gra, współzawodnictwo | poszukiwanie | wyczyn i służba |
| Funkcjonowanie elementów metody harcerskiej | Program stale doskonalony i pobudzający do rozwoju | powinien odpowiadać na specyficzną dla tego wieku ciekawość otaczającego świata oraz krótką koncentrację na jednym temacie                                                                          | powinien uwzględniać potrzebę przeżycia przygody - harcowania, szczególną rolę odgrywają techniki harcerskie                                                        | powinien uwzględniać specyficzną dla wieku harcerzy starszych potrzebę poznawania i poszukiwań, pozwalać na nieskrępowany rozwój zainteresowań, zakładając ich zmienność, pokazując różnorodne możliwości rozwoju i przygotowując do wyboru specjalizacji i własnej drogi rozwoju | zadania podejmowane przez drużynę i wędrowników powinny być ambitne - na miarę wyczynu, programy działania drużyn wędrowniczych wzmacniane są propozycjami płynącymi z innych zespołów harcerskich, z komend hufców i chorągwi, Głównej Kwatery ZHP oraz innych instytucji i organizacji |
| Funkcjonowanie elementów metody harcerskiej | Program uwzględnia                                 | - potrzeby zuchów - programy sprawności zespołowych i indywidualnych - zadania gwiazdek zuchowych                                                                                                   | - zadania prób na stopnie harcerskie, - wymagania sprawności | - zadania prób na stopnie harcerskie - zainteresowania harcerek i harcerzy - poszukiwanie pól działania i sfer aktywności | - potrzeby członków zespołów wędrowniczych - potrzeby społeczności - specjalności drużyny - specjalizacje wędrowników wynikające z indywidualnych ścieżek rozwoju |
| Funkcjonowanie elementów metody harcerskiej | Program działania gromady/ drużyny                 | tworzony przez drużynowego i przybocznych, którzy są również odpowiedzialni za jego realizację | tworzony i realizowany przez drużynowego przy współudziale rady drużyny                                                                                             | tworzony przez radę drużyny | tworzony i przyjmowany przez całą drużynę |
| Instrumenty metodyczne                      | Instrumenty metodyczne                             | - gwiazdki zuchowe: - I gwiazdka – zuch ochoczy - II gwiazdka – zuch sprawny - III gwiazdka – zuch gospodarny - sprawności indywidualne - sprawności zespołowe                                      | - próba harcerki/harcerza - stopnie harcerskie: - stopień I – młodzik-ochotniczka - stopień II – wywiadowca-tropicielka - sprawności harcerskie - zadania zespołowe | - próba harcerki/harcerza - stopnie harcerskie: - stopień III – odkrywca-pionierka - stopień IV – ćwik-samarytanka - sprawności harcerskie - projekt starszoharcerski | - próba wędrownicza/ naramiennik wędrowniczy - stopnie harcerskie: - stopień V – harcerz orli-harcerka orla - stopień VI – harcerz Rzeczypospolitej-harcerka Rzeczypospolitej - sprawności harcerskie - uprawnienia, odznaki - znaki służb - stopnie instruktorskie                      |
| Działanie                                   | Zorganizowanie do działania                        | Gromada pracuje całością w formie systematycznych zbiórek. Charakterystycznym elementem zbiórek gromady jest krąg rady                                                                              | Śródroczna działalność drużyny prowadzona jest na zbiórkach drużyny i zbiórkach zastępów. Drużyna pracuje zastępami stopniowo osiągającymi samodzielność.           | Śródroczna działalność drużyny prowadzona jest na zbiórkach drużyny i zbiórkach zastępów. W miarę potrzeb pojawiają się grupy zadaniowe. Dużą rolę odgrywa rada drużyny. | Każdy członek drużyny wędrowniczej odpowiada za pewien obszar działalności drużyny. Zbiórki drużyny przeprowadzane są przez wszystkich członków drużyny. Zasady działania drużyny reguluje konstytucja drużyny.                                                                          |
| Działanie                                   | Rola drużynowego                                   | wódz w zabawie | przywódca i autorytet | przewodnik w poszukiwaniach | lider i koordynator działań drużyny |
| Działanie                                   | Charakterystyczne formy pracy                      | zbiórka, kominek, turniej, wycieczka, zabawa tematyczna, zwiad zuchowy, gawęda, piosenka i pląs, zuchowe zwyczaje, obrzędy i tajemnice, majsterka, zuchowy teatr, pożyteczne prace, gry i ćwiczenia | gra terenowa, gra w harcówce, biwak, zwiad, ognisko, zbiórka tematyczna, bieg harcerski                                                                             | wycieczka, zwiad, różnorodne formy dyskusyjne, zbiórka tematyczna, zajęcia specjalnościowe | formy dyskusyjne (kuźnice, sesje popularnonaukowe, sejmiki, sąd nad... itp.), formy doskonalące (warsztaty, kursy), gry strategiczne i negocjacyjne |
| Działanie                                   | Forma letniej działalności                         | kolonia zuchowa | samodzielny programowo obóz letni, podsumowujący całoroczną pracę wychowawczą                                                                                       | samodzielny programowo obóz letni, podsumowujący całoroczną pracę wychowawczą (szczególną formą obozu jest obóz tematyczny i obóz zagraniczny) | samodzielny obóz letni, organizowany własnymi siłami |

## Związek Harcerstwa Polskiego działający poza granicami Kraju
W Związek Harcerstwa Polskiego działający poza granicami Kraju wyodrębniono następujące grupy:
- skrzaty (4–7 lat), działające w gromadkach skrzatowych,
- zuchy (7–11 lat)
- harcerki i harcerze (11–15 lat)
- wędrowniczki i wędrownicy (15–21 lat)
- instruktorki i instruktorzy (powyżej 18 lat)
- starsze harcerstwo (powyżej 18+ lat)

## Związek Harcerstwa Rzeczypospolitej
W Związku Harcerstwa Rzeczypospolitej wyróżnia się:
- zuchy i zuchenki (od 6 do 11 lat[22])– w gromadach zuchenek i gromadach zuchów
- harcerzy i harcerki (od 11 lat[23][24]) – w drużynach harcerzy i drużynach harcerek
- wędrowników i wędrowniczki (od 15 lat[25][26]) – w drużynach wędrowników i drużynach wędrowniczek
- harcerzy starszych i harcerki starsze (powyżej 18 lat[27]) – w kręgach harcerstwa starszego.

Wędrownicy i wędrowniczki zdobywają naramiennik wędrowniczy.

## Skauci Europy
Skauci Europy dzielą się na trzy gałęzie: 
- wilczki (8–12 lat),
- harcerki i harcerze (12–17 lat),
- przewodniczki i wędrownicy (powyżej 17 lat).

## Stowarzyszenie Harcerskie
Wśród członków Stowarzyszenia Harcerskiego wyróżnia się:
- zuchy (7–11 lat)
- harcerki i harcerzy (od 11 lat).

Stowarzyszenie Harcerskie w statucie i instrukcjach organizacyjnych nie wyodrębnia w szczególny sposób metodyki właściwej dla harcerzy starszych i wędrowników.